# Национальные символы Израиля
Национальные символы Израиля — символы, используемые в Израиле и за рубежом для представления страны и народа.

## Флаг Израиля

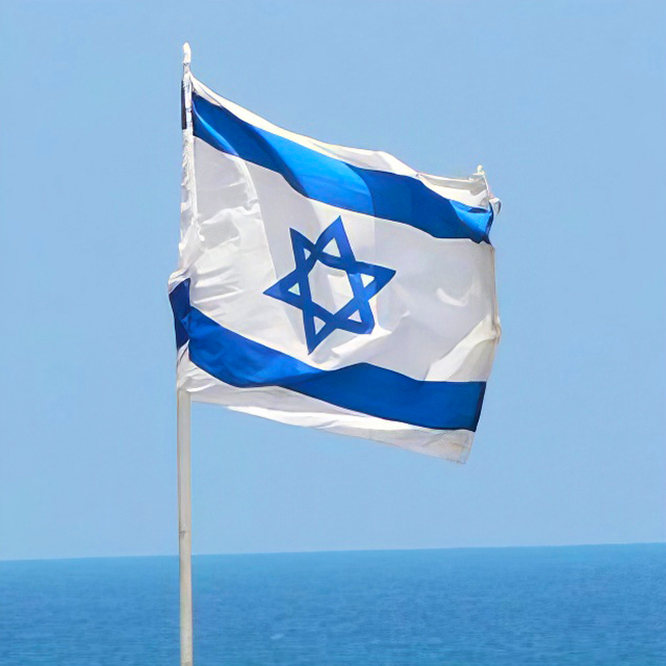
Флаг Израиля

Флаг Израиля — официальный флаг Государства Израиль, представляющий государство и его граждан как в Израиле, так и в еврейской диаспоре. На белом фоне, между двух горизонтальных синих полос, в центре, расположена Звезда Давида.
Флаг был задуман в период Первой алии и был принят в качестве флага сионизма с момента зарождения движения в 1897 году. Флаг был официально выбран в качестве флага Государства Израиль 28 октября 1948 года.
Две синие полосы напоминают талит и две стороны расступившегося Красного моря, по которому прошли евреи в Книге Исход.

## Государственный герб — герб Израиля

Герб Израиля

Герб Израиля представляет собой щит, в центре которого изображена менора, обрамлённая двумя оливковыми ветвями и с надписью внизу на иврите «Израиль».
Герб был разработан братьями Шамир и официально выбран 10 февраля 1949 года.

## Государственный гимн — «Ха-Тиква»

Слова государственного гимна Израиля «Ха-Тиква»

Ха-Тиква — национальный гимн Израиля. Текст написан в 1878 году Нафтали Герцем, светским галицким евреем из Золочева (ныне Львовская область), переехавшим в Землю Израиля в начале 1880-х годов. Музыка к «Хайткве» была написана в 1888 году Шмуэлем Коэном на основе молдавско-румынской народной песни. Ха-Тиква была принята в качестве гимна сионистского движения Ховевей-Цион, а затем и на Первом сионистском конгрессе в 1897 году. Впоследствии текст претерпел ряд изменений.
«Ха-Тиква́» — один из немногих национальных гимнов, наряду с Мила Родино (Болгария) и «Менинь Казакстаным» (Казахстан); исполненных в минорном ключе. Гимны , Японии и Непала имеют другую тональность. Гимн звучит скорбно, но всё же он оптимистичен и воодушевляет, как следует из названия, которое означает «надежда». Почти 2000-летняя надежда еврейского народа на свободу и суверенитет в Земле Израиля, реализованной с основанием современного Государства Израиль в 1948 году.

## Национальные цвета — синий и белый
Национальными цветами Израиля официально являются синий и белый (ивр. כחול לבן‎, кахоль-лаван), как на флаге Израиля. Происхождение сочетания этих цветов взято из Библии, в которой они упоминаются несколько раз.

## Неофициальные национальные символы
Следующие национальные символы являются неофициальными, у них нет официального юридического статуса.

### Национальная птица — удод

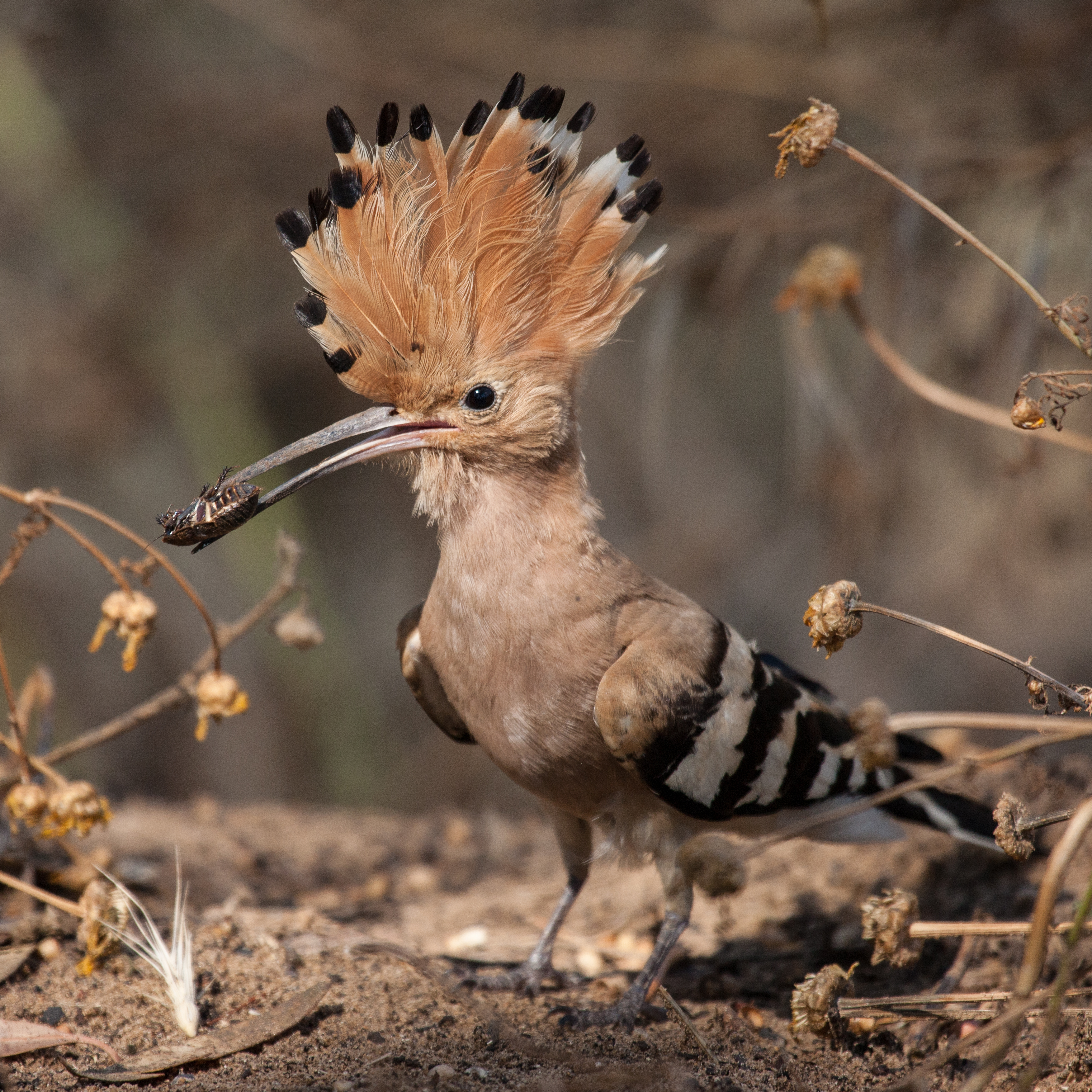
Удод

Удод был выбран национальной птицей Государства Израиль в мае 2008 года в связи с 60-летием страны, победив в национальном опросе с участием 155 000 граждан желтопоясничного настоящего бюльбюля.
29 мая 2008 года удод был объявлен национальной птицей Государства Израиль президентом Шимоном Пересом.
Удод считался «еврейской птицей» в народной культуре Восточной Европы.

### Национальный цветок — анемон

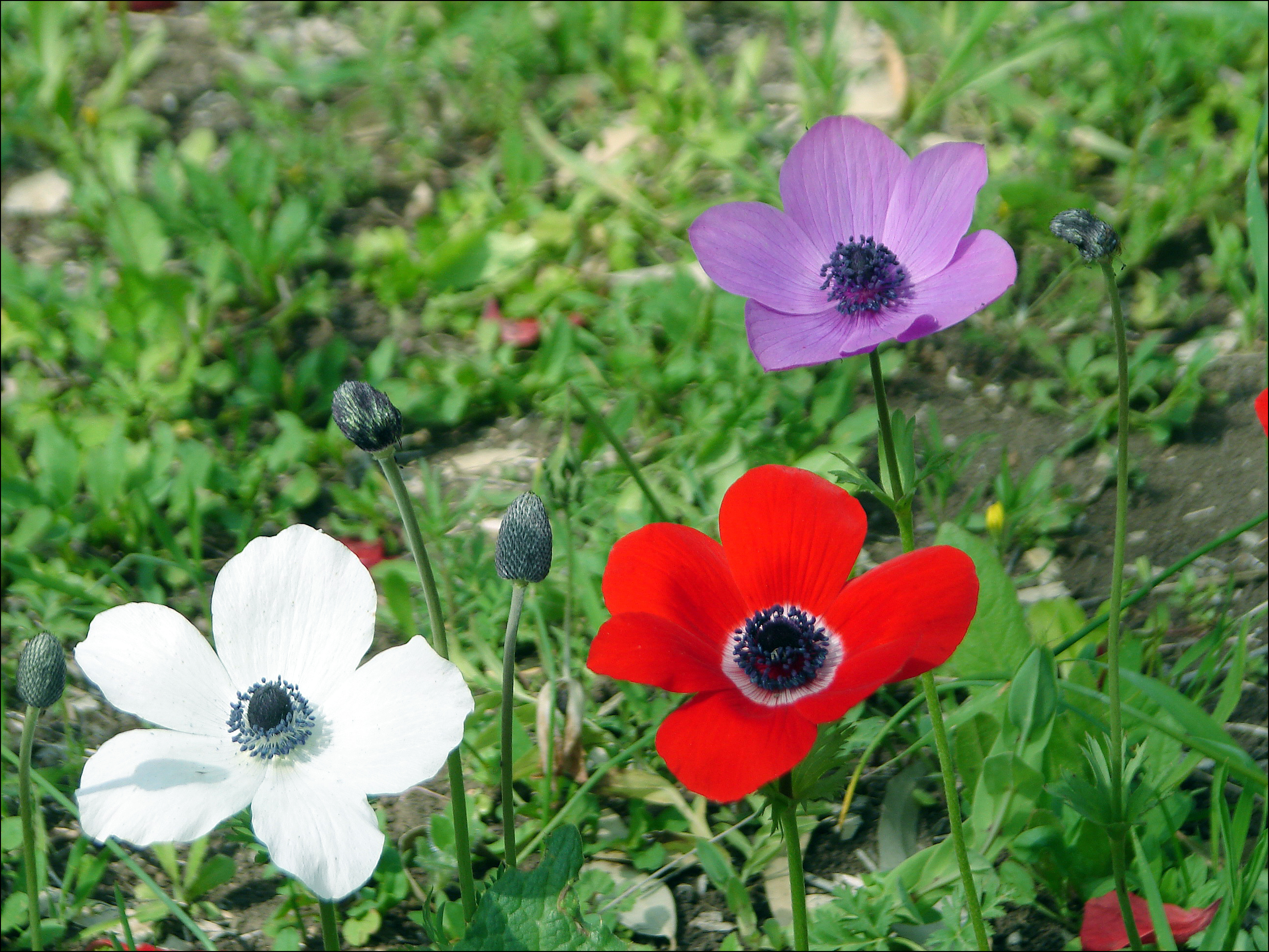
Анемон

В сентябре 2007 года цикламен (ивр. רקפת‎, «Ракефет», Cyclamen persicum) был избран национальным цветком Государства Израиль и его официальным представителем на ботанической выставке «Мы — один мир» в Пекине. Цикламен с небольшим перевесом одержал победу над Anemone coronaria (6509 против 6053 голосов) в опросе, проведенном среди посетителей популярного израильского сайта Ynet.
Однако в 2013 году Общество охраны природы Израиля и Ynet организовали более масштабный опрос, в ходе которого анемон (ивр. כלנית מצויה‎, «Каланит») был избран национальным цветком Израиля.

### Национальное дерево — олива

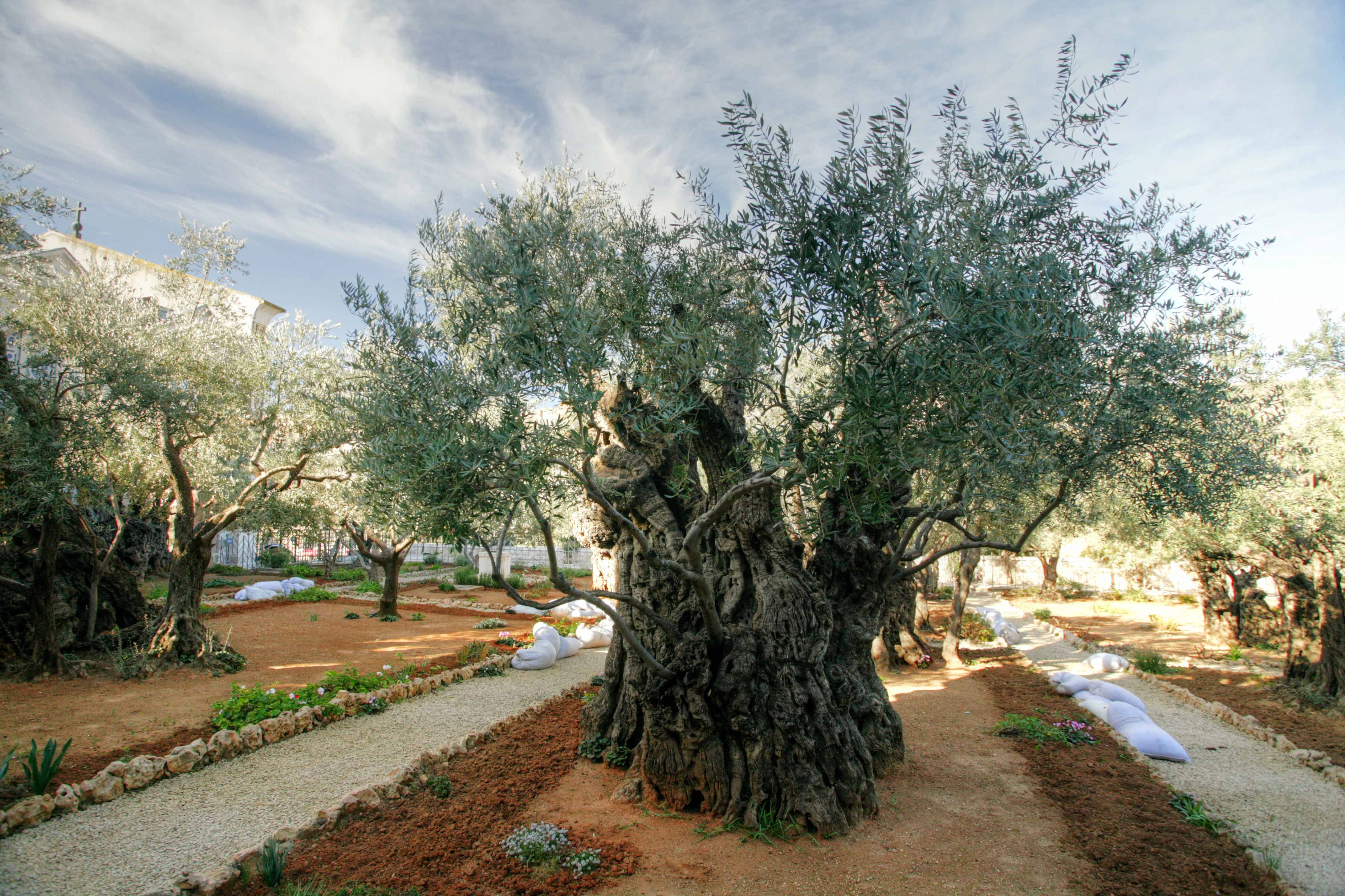
Оливковое дерево

В 2007 году олива была избрана национальным деревом Государства Израиль и его официальным представителем на ботанической выставке «Мы — один мир» в Пекине. Олива — один из семи видов растений Земли Израиля, описанных в Библии.
Олива с большим отрывом победила Дуб в опросе, проведенном среди посетителей израильского сайта Ynet.

### Национальная порода собак — ханаанская собака

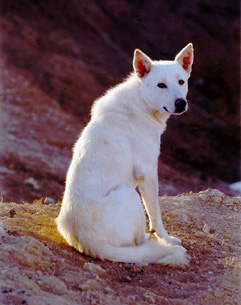
Ханаанская собака

Ханаанская собака — национальная порода собак Израиля. Ханаанская собака — представитель породы собак-изгоев, подсемейства шпицев, которая была очень распространена в регионе Южного Леванта, от Синая до Сирии.
Порода была признана Израильской ассоциацией кинологов(1963) и Международной кинологической федерацией (1966). Также порода была признана национальной породой собак Израиля.

### Национальная бабочка — голубянка икар
Бабочка Голубянка икар (כחליל השברק, Polyommatus icarus) была избрана национальной бабочкой Государства Израиль в 2023 году.

### Национальная персонификация

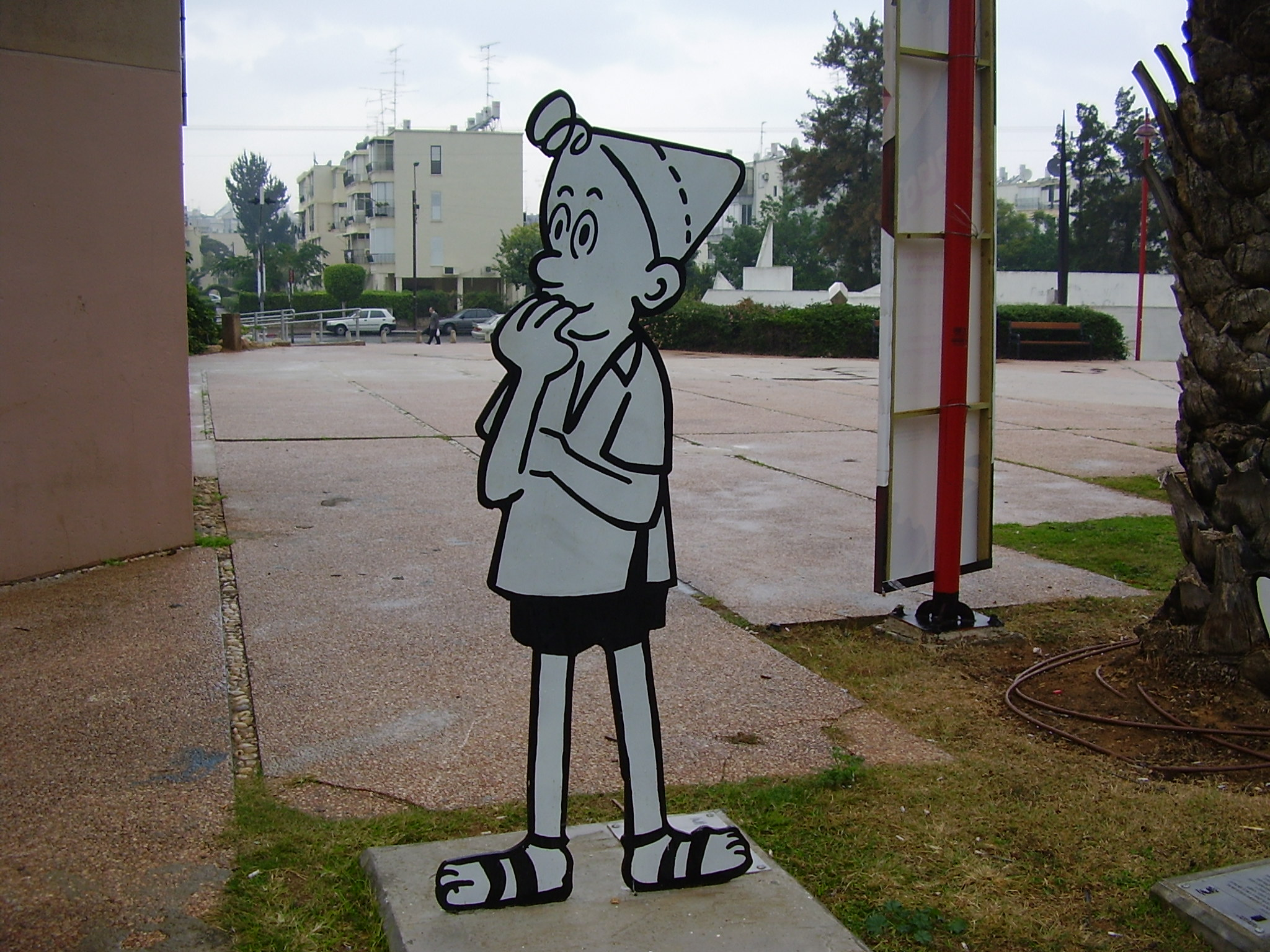
Фигура Срулика у входа в Музей карикатуры и комикса в Холоне

Сру́лик (ивр. שרוליק‎) — карикатурный персонаж, национальная персонификация Израиля. Само имя «Срулик» является уменьшительным от имени «Израиль» на идише.

## Исторические символы

### Лев Иуды

Лев Иуды на гербе Иерусалима

Лев Иуды (Лев от колена Иудина) впервые встречается в книге Бытие Ветхого Завета (1-я книга Моисеева), где израильское колено Иуды имеет своим символом льва.
В иудаизме библейский Иуда (древнееврейский — יהודה «Иегуда»), давший имя колену Иуды, традиционно был связан с символом льва. В Первой книге Моисея праотец Иаков перед смертью благословляет своего сына Иуду, называя его «Гур Арье», что в переводе с древнееврейского означает «молодой лев» (Быт. 49:9): «Молодой лев Иуда, с добычи, сын мой, поднимается. Преклонился он, лёг, как лев и как львица: кто поднимет его?». В древней Иудее было традицией объединять собственное имя с прозвищем.
В связи с тем, что впоследствии колено Иуды стало наиболее могущественным среди древнеизраильских родов, как в древней Иудее, так и среди евреев Нового времени сохранились в вариантах произношения и в переводах слова «лев» синонимичность его с понятием «Иуда» (Иегуда). «Лейб» на языке идиш означает «лев». Также и весьма распространённое современное еврейское (иврит) имя «Ари» (или Ариель) переводится как «лев». В иудейской традиции считалось, что именно из колена Иудина произошла царская династия Давида, который в свою очередь должен быть предком Мессии (светского лидера Израиля).
Словосочетание «Лев Давида» стало титулом Мессии. В неканонической Второй книге Ездры говорится о фигуре льва и приведены слова: «Это — Помазанник, сохраненный Всевышним» (2Езд. 12:32). «Сила льва и его неоспоримое место как царь зверей делали его хорошей эмблемой всесильного Мессии, которого так ожидали иудеи».

### Дочь Сиона

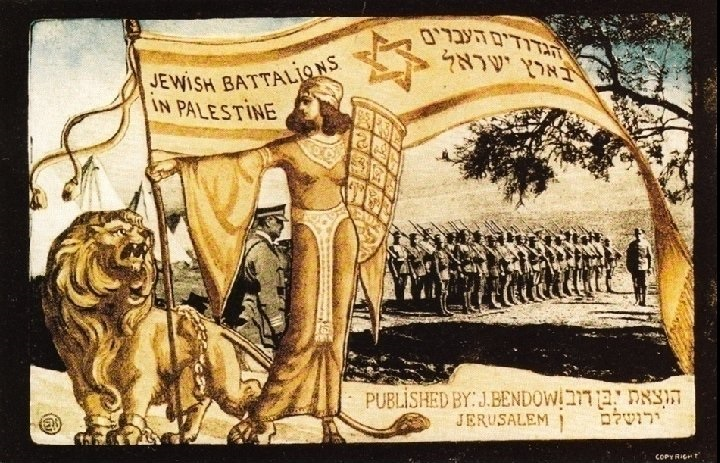
Зеев Рабан, открытка, 1918

Дочь Сиона (בַּת צִיוֹן, бат Цийон; в Септуагинте др.-греч. θυγάτηρ Σιων; в Вульгате лат. filia Sion; в славянском переводе церк.-слав. дщерь Сиона) — библейская метафора, чаще всего относящаяся к Иерусалиму как культовому центру иудаизма, или к еврейскому народу, например: «Ликуй от радости, дщерь Сиона, торжествуй, дщерь Иерусалима: се Царь твой грядет к тебе» (Зах. 9:9); также — к Земле Израиля. Для иудейских пророков дочь Сиона олицетворяла население Иерусалима или всей Иудеи.
Первоначально метафора имела положительное значение дочери, находящейся под особым вниманием отеческой фигуры, Бога (4Цар. 19:21, Ис. 37:22). После разрушения Иерусалима вавилонянами в 586 году до н. э. персонификация приобретает тёмные коннотации; дочь Сиона навлекла на себя это опустошение, играя в блудницу (Ис. 1:8, 21). В Плаче Иеремии ей даётся голос, и она протестует против чрезмерного наказания за её грехи. В пророчествах утешения, относящихся к периоду возвращения в Сион (VI—V века до н. э.), дочь Сиона больше не оставлена и возвращается домой — счастливой матерью (Ис. 54:1).